# NTT西日本レグルス
NTT西日本レグルス（エヌティーティーにしにほんレグルス）は、かつて愛知県名古屋市を拠点に活動していた、男子バレーボールチームである。

## 概要
1948年（昭和23年）創部、2002年（平成14年）休部。母体は西日本電信電話（NTT西日本）。前身の日本電信電話公社東海電気通信局のバレー部時代から長く活動していたが、NTT西日本の経営不振に伴い休部となった。
「レグルス（Reg'ulus）」とは、しし座アルファ星である「レグルス」のこと。この星のように光り輝き、獅子のように強いチームをイメージして名付けられた。
所在地および練習拠点は名古屋市中区のNTT東海体育館に置かれた。

## 歴史
1948年、日本電信電話公社名古屋中央電話局の9人制バレーボール部「電電名古屋」として創部した。その後しばらく9人制バレーで活躍した。1957年（昭和32年）「電電東海」に改称、1968年（昭和48年）全日本9人制バレーボール総合男子選手権大会初優勝を飾る。
1970年（昭和45年）6人制バレーに本格移行し、1980年（昭和55年）実業団リーグ（現チャレンジリーグ）に昇格を果たす。1980年代初頭は地域リーグ（西部）と昇降格を繰り返し、1985年（昭和60年）ファイナルリーグで優勝し実業団リーグへの再昇格を果たす。また同年にはNTTグループ誕生に伴い、「NTT東海」に改称した。以降、実業団リーグに定着した。1998年（平成10年）、悲願だったVリーグ（現プレミアリーグ)昇格を果たした。
1999年（平成11年）7月1日、NTTは4社分割による再編成が行われた。それに伴い全国11支社にあったスポーツチームは過去の実績などを基に再編され、男子バレーボール部（レグルス）と女子バレーボール部（神戸）、陸上競技部、硬式野球部、ラグビー部（大阪）をNTT西日本本社直轄のシンボルチーム、ソフトテニス（広島）のうち全日本メンバーをシンボル選手に認定した。そこから外れたスポーツチームは支店のスポーツサークル、クラブチーム化、あるいは休廃部していった。これに伴い、チーム名をNTT東海から「NTT西日本」に改称した。
2001年（平成13年）、NTT西日本は経営不振に伴い人員合理化を進めた。その中で、社員の新規採用が2001年度から2年間見送られることとなり、新入部員を勧誘することが出来なかった。そのため、同好会化したNTT西日本支社チームの主力選手をかき集めることになった。
その後NTT西日本の業績不振により、2002年3月31日付で野球部を残しシンボルチームは解散することが決定、同年5月の黒鷲旗を最後に休部した。選手の幾人かは他のVリーグチームへ移籍したり、同系列のNTT西日本大阪へ移籍したり、クラブチーム「NTT東海鯱友会」でプレーした。

## 成績

### 主な成績
Vリーグ
- 優勝 なし
- 準優勝 なし

V1リーグ
- 優勝 なし
- 準優勝 なし

地域リーグ西部
- 優勝 1983年、1985年
- 準優勝 1982年

黒鷲旗全日本選手権
- 優勝 なし
- 準優勝 なし

### 年度別成績
| 大会名       | 大会名           | 順位 | 参加チーム数 | 試合数 | 勝 | 敗 | 勝率  |
| ------------ | ---------------- | ---- | ------------ | ------ | -- | -- | ----- |
| 実業団リーグ | 第12回 (1980/81) | 6位  | 6チーム      | 10     | 1  | 9  | 0.100 |
| 実業団リーグ | 第15回 (1983/84) | 8位  | 8チーム      | 14     | 2  | 12 | 0.143 |
| 実業団リーグ | 第17回 (1985/86) | 6位  | 8チーム      | 14     | 6  | 8  | 0.429 |
| 実業団リーグ | 第18回 (1986/87) | 7位  | 8チーム      | 14     | 3  | 11 | 0.214 |
| 実業団リーグ | 第19回 (1987/88) | 5位  | 8チーム      | 14     | 5  | 9  | 0.357 |
| 実業団リーグ | 第20回 (1988/89) | 4位  | 8チーム      | 14     | 6  | 8  | 0.429 |
| 実業団リーグ | 第21回 (1989/90) | 4位  | 8チーム      | 14     | 10 | 4  | 0.714 |
| 実業団リーグ | 第22回 (1990/91) | 4位  | 8チーム      | 14     | 7  | 7  | 0.500 |
| 実業団リーグ | 第23回 (1991/92) | 7位  | 8チーム      | 14     | 5  | 9  | 0.357 |
| 実業団リーグ | 第24回 (1992/93) | 7位  | 8チーム      | 14     | 3  | 11 | 0.214 |
| 実業団リーグ | 第25回 (1993/94) | 6位  | 8チーム      | 14     | 5  | 9  | 0.357 |
| 実業団リーグ | 第26回 (1994/95) | 3位  | 7チーム      | 12     | 7  | 5  | 0.583 |
| 実業団リーグ | 第27回 (1995/96) | 4位  | 8チーム      | 14     | 8  | 6  | 0.571 |
| 実業団リーグ | 第28回 (1996/97) | 6位  | 8チーム      | 14     | 5  | 9  | 0.357 |
| 実業団リーグ | 第29回 (1997/98) | 3位  | 8チーム      | 14     | 9  | 5  | 0.648 |
| Vリーグ      | 第5回 (1998/99)  | 8位  | 10チーム     | 18     | 3  | 15 | 0.167 |
| Vリーグ      | 第6回 (1999/00)  | 8位  | 10チーム     | 18     | 3  | 15 | 0.167 |
| Vリーグ      | 第7回 (2000/01)  | 10位 | 10チーム     | 18     | 2  | 16 | 0.111 |
| Vリーグ      | 第8回 (2001/02)  | 9位  | 10チーム     | 18     | 2  | 16 | 0.111 |

## 選手・スタッフ
休部前年となる2001/02シーズン時の登録メンバー。

### 選手
| 背番号 | 名前       | シャツネーム | 国籍 | P  | 備考 |
| 1      | 中川一     |              | 日本 | MB |      |
| 2      | 其田大輔   |              | 日本 | S  |      |
| 3      | 金近潤     |              | 日本 | WS |      |
| 4      | 山元克之   |              | 日本 | S  |      |
| 5      | 前田悟     |              | 日本 | S  |      |
| 6      | 和田一彦   |              | 日本 | MB |      |
| 7      | 小林宙史   |              | 日本 | WS |      |
| 8      | 西田靖宏   |              | 日本 | OP |      |
| 9      | 山口雅行   |              | 日本 | WS |      |
| 11     | 美保考男   |              | 日本 | WS |      |
| 12     | 置本雅司   |              | 日本 | L  |      |
| 13     | 古城弘路   |              | 日本 | WS |      |
| 15     | 五十里朗   |              | 日本 | MB | 主将 |
| 16     | 加々見安洋 |              | 日本 | MB |      |
| 17     | 半田剛史   |              | 日本 | MB |      |
| 18     | 砂川登     |              | 日本 | WS |      |

### スタッフ
| 役職               | 名前     | 国籍 |
| 監督               | 柴田輝幸 | 日本 |
| コーチ             | 吉野明則 | 日本 |
| アナリスト         | 荻野信宏 | 日本 |
| トレーナー         | 加藤仁   | 日本 |
| トレーニングコーチ | 仲田健   | 日本 |
| マネージャー       | 西野克行 | 日本 |

## 在籍していた主な選手
- 川端正利志：（NKK→NTT東海）
- 上田鈴貴：セッター（鎮西高→NTT東海）
- 小脇道明：（中央大→NTT東海）
- 植木祐司：センター（駒沢大→NTT東海）
- 小澤勇介：（関東学院大→NTT東海）
- 松林敏彦：（東北学院大→NTT東海）
- 早野俊成
- 山名邦卓
- 中村成輔
- 森三紀夫
- 鈴木泰:(東海大学第一高等学校→ＮＴＴ東海)

- 角直行
- 寺園幸司：セッター（大垣日大高→NTT東海）
- 栗田敏也
- 島村昌典：（駒沢大→NTT東海）
- 空閑和也：セッター(順天堂大→NTT東海）
- 長谷川富也
- 清水祐一郎：センター（日本大学→NTT東海）
- 泰永友池
- 村江克己
- 濱頭辰治
- 横井晃一
- 持原勝彦